# Ján Kollár
Pour les articles homonymes, voir Kollár.
Jan Kollar (en slovaque, Ján Kollár), né le 29 juillet 1793 à Mošovce et mort le 24 janvier 1852 à Vienne, est un écrivain (essentiellement poète), archéologue, scientifique et homme politique slovaque, idéologue du panslavisme.

## Biographie

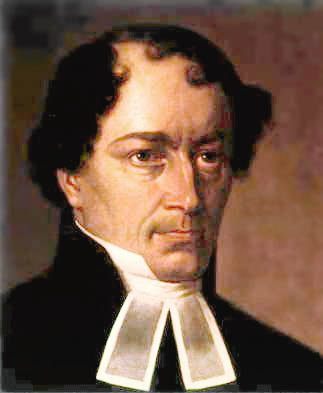
Jan Kollár

Il étudia au lycée luthérien évangélique de Presbourg. Consacré pasteur, il servit à Budapest puis, à partir de 1849, professeur à l'université de Vienne (Autriche). Il fut, à plusieurs reprises, conseiller du gouvernement autrichien sur les affaires relatives à la population slovaque. 
Kollar rejoignit le mouvement national slovaque dans la première phase de sa vie.
Il considérait qu'il y avait 4 langues slaves standard : le russe, le polonais, le tchécoslovaque et le serbo-croate. Pour lui le slovaque n'était qu'un dialecte tchèque.    
Un musée lui est consacré, depuis 1974, dans sa maison natale à Mošovce qui a brûlé en partie le 16 août 1863.

## Œuvres
À côté de ses poésies, il rédigea également des ouvrages techniques.
- Slávy dcera (La Fille de Sláva) : dans cette œuvre, il exprima ses sentiments à une femme mais cet amour se transforma en amour de la patrie.
- O literární vzájemnosti mezi kmeny a nářečími slavskĭmi (Sur la réciprocité littéraire entre les tribus Slaves et les vernaculaires).

## Traductions
- Anthologie de la poésie tchèque et slovaque, trad. Mmes Macurova et Stěpánková, Zdeněk Hrbata, Aleš Pohorský, Messidor / Unesco, 1987 JAN KOLLAR : La Fille de Slava, sonnets 3, 8, 29 et 50, transcription poétique de Marc Delouze, p. 23-26
- (en) Ján Kollár, The Daughter of Sláva, trad. Paul Selver, dans Discourses of Collective Identity in Central and Southeast Europe 1770–1945, volume II, Balazs Trencsenyi et Michal Kopecek (dir.), National Romanticism: The Formation of National Movements, Central European University Press, 2007 [lire en ligne]